# United Nations Office for the Coordination of Humanitarian Affairs

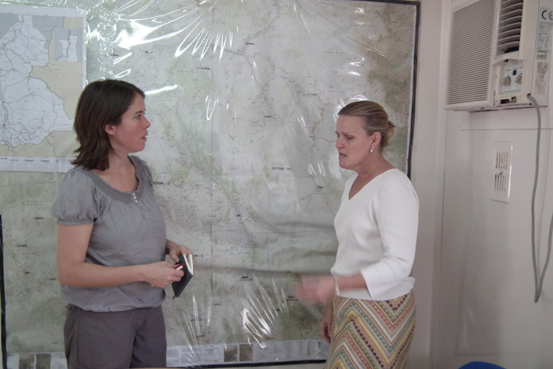
Christine Buchholz (tysk parlamentariker) och Lise Grande (OCHA-koordinator) i Juba 2010.

United Nations Office for the Coordination of Humanitarian Affairs (OCHA, UN OCHA eller UNOCHA) är FN:s kontor för samordning av humanitär hjälp. OCHA bildades genom ett beslut av FN:s generalförsamling i december 1991. Det ersatte då Office of the United Nations Disaster Relief Coordinator, som inrättats 1972 för humanitärt bistånd.

## Historik och verksamhet
OCHA grundades i december 1991, efter att FN.s generalförsamling stadfäst resolution 46/182, och lyder direkt under FN-sekretariatet. Genom att det fungerar som en del av FN:s centrala organisation skrivs förkortningen ofta som UN OCHA eller endast OCHA, utan det direkt påhängda UN-förled som är vanligt i separata FN-organ typ Unicef och UNHCR.
Detta medförde en fastare struktur för FN:s humanitära bistånd, som dessförinnan främst sköttes via Office of the United Nations Disaster Relief Coordinator med katastrofhjälp inskrivet i namnet. 1991/1992 var en tid av flyktingströmmar i samband med Sovjetunionens uppbrytning och olika följdkonflikter. Samtidigt pågick krig i Irak, Etiopien, Somalia och (före detta) Jugoslavien.
Organisationen är under 2010-talet aktiv i olika krigshärjade områden, exempelvis i inbördeskriget i Syrien och i andra oroshärdar i bland annat Afrika och Mellanöstern. Dessutom har man en viktig roll som samordnare av katastrofbistånd, till exempel efter tsunamikatastrofen 2004. 

### Kontor
OCHA har huvudkontor i New York samt Genève. Därutöver finns sex olika regionkontor, med ansvar för de olika regionerna där organisationen fördelar bistånd:
- Panama City – Latinamerika och Karibien
- Dakar – Väst- och Centralafrika
- Nairobi – Östra och Södra Afrika
- Kairo – Mellanöstern och Nordafrika
- Almaty – Kaukasien och Centralasien[a]
- Bangkok – Asien-Stillahavsregionen

I april 2016 fanns dessutom 30 olika lokalkontor (i länder där OCHA fördelar bistånd) samt ytterligare 18 humanitära rådgivargrupper.

### Chefer för OCHA
Följande personer har varit ledare (engelska: Under-Secretary-General) av organisationen:
- Jan Eliasson, Sverige, 1992–1994
- Peter Hansen, Danmark, 1994–1996
- Yasushi Akashi, Japan, 1996–1998
- Sérgio Vieira de Mello, Brasilien, 1998–2001
- Kenzo Oshima, Japan, 2001–2003
- Jan Egeland, Norge, 2003–2006
- Sir John Holmes, Storbritannien, 2007–2010
- Valerie Amos, 2010–2015[7]
- Stephen O'Brien, 2015–2017[7]
- Mark Lowcock, 2017–2021
- Martin Griffiths, 2021- [8]